# 三ツ井康
三ツ井 康（みつい やすし、1937年（昭和12年）1月7日 - 2021年（令和3年）5月3日）は、日本の実業家。フジテレビ副社長、共同テレビジョン社長、扶桑社社長などを歴任した。鹿児島県鹿児島市出身。

## 来歴・人物
鹿児島市長を1期務めた三ッ井卯三男の長男として生まれる。
鹿児島県玉龍高等学校、一橋大学社会学部を卒業。森園幸男（人事院事務総長）、森元順司（光文社常務）は、高校の同級生。
1960年4月、フジテレビに入社。1988年4月、取締役に選任され、のち常務。1980年代、編成局の主要ポストを歴任し、フジの全盛期を支え、1981年初頭には、「楽しくなければテレビじゃない」のキャッチフレーズを案出し、開局当初の「母と子のフジテレビ」にとって替わる大ヒット作品となった。
鹿内宏明フジサンケイグループ議長（フジテレビ、ニッポン放送、産業経済新聞社代表取締役会長を兼任）から議長室長に抜擢されるが、1991年12月、就任して半年しかたっていないのに室長を解任され、系列の出版社である扶桑社の役員に転出させられた。三ツ井は、フジテレビ社長の日枝久と若いころから同志的関係にある腹心中の腹心で、社内の人望も厚いため、「このままでは、社長も危ない。会社もめちゃめちゃになる」そういう会話が、公然とかわされるまでになっていった。
鹿内の解任後、扶桑社社長を経て、1997年5月にフジテレビに復帰。代表取締役副社長に就き、その後、共同テレビジョン社長も務めた。
2021年5月3日、膵臓がんのため死去。84歳没。

## 映画作品
- 1985年12月21日：『ゲゲゲの鬼太郎』
- 1987年11月21日：『私をスキーに連れてって』
- 1989年6月10日：『彼女が水着にきがえたら』
- 1991年8月31日：『波の数だけ抱きしめて』
- 1999年10月30日：『梟の城』
- 2000年3月4日：『デジモンアドベンチャー ぼくらのウォーゲーム!』、『ONE PIECE ローグタウン編』